# Убийство Фархунды Маликзаде
Фархунда Маликзаде также упоминаемая как просто Фархунда — была 27-летней афганкой, которую жестоко линчевала разъярённая толпа в Кабуле, столице Афганистана 19 марта 2015 года. Причиной тому стали ложные обвинения в сожжении Корана. По мнению линчевателей, за это Фархунда должна была немедленно быть убита и отправлена в ад.
Ложное обвинение в сожжении Корана выдвинул местный мулла во время спора с женщиной. Поздние расследования полицейских подтвердили ложность этого обвинения. Всего полицейские задержали 49 человек, учувствовавших в линчевании, некоторые из осуждённых получили по 20 и 16 лет тюремного заключения. Убийство Фархунды спровоцировало массовые протесты в Афганистане и споры относительно прав женщин. В Кабуле был установлен памятник в честь Фархунды.
Хотя хаотичный самосуд в отношении женщин в Афганистане остаётся распространённым явлением, особенно в сёлах, убийство Фархунды привлекло массовое внимание общественности из-за своей откровенной жестокости и публичности.

## Предыстория
Как и многие жители Афганистана, Фархунда была набожной мусульманкой, носившей чадру. К моменту линчевания она закончила курсы исламоведения и готовилась стать преподавательницей. Женщина хотела выйти замуж, а также мечтала стать судьёй. 19 марта 2015 года Фархунда ввязалась в громкий спор с муллой Зайнуддином у мечети Масджиди-Шахи-до-Шамшира, обвинив его в антиисламском поведении за продажу предметов, не относящихся к исламу (амулетов, виагры и презервативов). Спор слышали остальные прихожане. Зайнуддин, испугавшись того, что прихожане ополчатся на него за подобные обвинения, опрометчиво обвинил её в том, что она сожгла Коран. Фархунда немедленно стала отрицать это обвинение, заявив: «Я — мусульманка, а мусульмане не сжигают Коран!», однако слухи о сожжении Корана стали крайне быстро распространяться за пределами мечети и к зданию устремилась разъярённая толпа.

## Преследование и линчевание

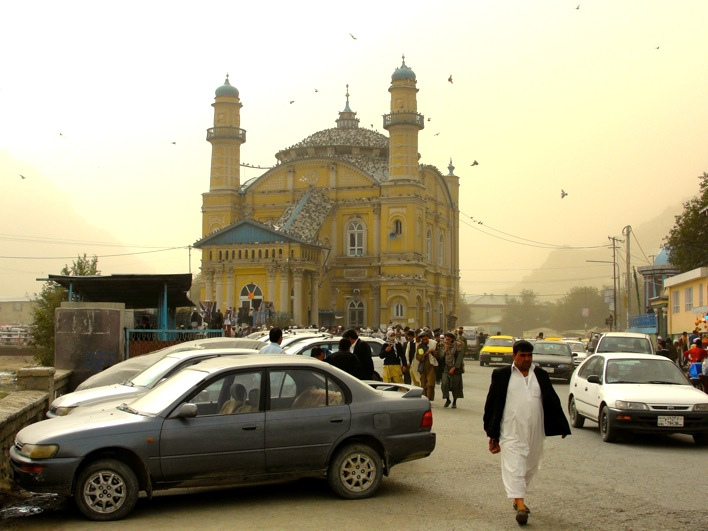
Мечеть, у которой началось линчевание Фархунды

Когда информация об организованной толпе, желающей наказать с Фархунду дошла до ближайших полицейских, они прибыли к мечети Масджиди-Шахи-до-Шамшира и разогнали толпу выстрелами. Полицейские предложили увезти Фархунду в местный участок для её защиты, но женщина отказалась, требуя, чтобы её сопровождала женщина-полицейский для избежания лишних контактов с мужчинами немахрамами. Толпе удалось схватить Фархунду, повалить на землю, избивать и пинать. В этот момент прибыли ещё полицейские и снова разогнали толпу выстрелами в воздух. Саму женщину для её безопасности увели внутрь мечети Масджиди-Шахи-до-Шамшира. В это время толпа становилась всё больше, среди неё стали хаотично распространяться слухи, что Фархунда помимо сожжения Корана также сотрудничает с американцами. Люди начали штурмовать мечеть, а полиция заставила женщину залезть на крышу мечети. Толпа начала метать камни и доски в сторону женщины на крыше и подбили её так, что она упала в толпу. С этого момента полиция решила не вмешиваться и пассивно наблюдала за происходящим.
После этого толпа продолжала избивать и топтать Фархунду до смерти. Затем её тело кинули на дорогу, чтобы её переехала машина, затем тело привязали верёвкой к машине и волокли почти 100 метров. Затем толпа кинула её тело в высохшее русло реки и продолжала обкидывать камнями. После этого толпа решила поджечь тело, но оно не горело, так как полностью с одеждой было пропитано водой и кровью женщины. Поэтому толпа снимала с себя одежду, чтобы скинуть её на тело Фархунды и затем поджечь. «Кремация» сопровождалась ликованием и выкрикиванием такбира.
Процесс линчевания был заснят несколькими людьми, помимо обвинений в ереси, толпа выкрикивала антиамериканские и антидемократические лозунги, обвинения в сотрудничестве американцами и работе в посольстве Франции.

## Реакция
Сразу после линчевания ряд видных государственных чиновников в Facebook, веря в то, что Фархунда сожгла Коран, поддержали её убийство. Представитель полиции Кабула Хашмат Станекзай заметил, что «Фархунда, как и другие неверные, думала, что подобными действиями и оскорблениями получит гражданство Америки и Европы. Но не достигнув своей цели она поплатилась своей жизнью».
После того, как выяснилось, что все обвинения против Фархунды были ложными, это спровоцировало гневную реакцию среди общественности. 23 марта, на улицы Кабула вышли сотни протестующих и в качестве маршрута передвижения выбрали маршрут перемещения толпы в процессе линчевания Фархунды. Многими протестующими были женщины. Некоторые из них носили маски с принтом окровавленного лица Фархунды. Линчевание, разоблачение и последовавшие протесты привели к тому, что афганская общественность стала широко обсуждать проблемы прав женщин в Афганистане, безнаказанность религиозных фанатиков особенно против женщин и некомпетентность правоохранительных органов. Во время похорон Фархунды гроб несли женщины, что было необычным отходом от традиции, так как обычно это делают мужчины.
Президент Афганистана Ашраф Гани осудил убийство, назвав его «отвратительным актом крайнего насилия» и приказал провести расследование. Впоследствии были задержаны девять человек, которых удалось опознать на видео, заснятых в процессе линчевания. Позднее были задержаны ещё 28 человек, а 13 сотрудников милиции отстранены от должности в рамках внутреннего расследования. Хашмат Станикзай, официальный представитель полиции Кабула, публично поддержавший убийство в соцсетях был уволен.
Министерство хаджа и исламских дел Афганистана заявило, что не было обнаружено никаких доказательств сожжения Корана со стороны Фархунды.
К маю были задержаны уже 49 подозреваемых, четверо из которых, в том числе и мулла Зайнуддин, были приговорены в высшей мере наказания — смертной казни. Приговор был вынесен 5 мая 2015 года. Ещё восемь обвиняемых были приговорены к 16 годам лишения свободы. 19 мая 2015 года одиннадцать сотрудников милиции, включая начальника местной районной полиции, были приговорены к одному году лишения свободы, так как те не приложили достаточных усилий по защите Фархунды.
2 июля 2015 года апелляционный суд смягчил наказание приговорённым к смертной казни до 20 и 10 лет тюремного заключения. Мулла Зайнуддин был оправдан. Это спровоцировало новую волну протестов в Кабуле. Правозащитники утверждали, что приговоры, вынесенные участникам линчевания, были неоправданно мягкими, так как в итоге лишь 12 из 49 обвиняемых были осуждены, а многие остальные линчеватели и вовсе не были арестованы под предлогом недостатка доказательств, хотя их можно было опознать на видео и они хвастались в участии линчевания в социальных сетях. Подобное снисходительное отношение к преступникам отражало и снисходительное отношение афганской общественности к насилию против женщин.
После приговора многие афганки жаловались в социальных сетях, что многие афганские мужчины, почувствовав безнаказанность, стали в открытую приставать к женщинам и опрометчиво обвинять их в неверии в попытке навлечь на них гнев толпы. Женщины стали получать оскорбления со стороны мужчин-коллег в офисах и университетах, они также замечали, что многие мужчины глумились над смертью Фархунды, даже зная о ложности обвинений в сожжении Корана, считая, что Фархунда поплатилась жизнью за своё недостаточное благоверие, так как на видео линчевания она была слишком открыто одета (на момент линчевания Фархунда потеряла головной убор и обнажила распущенные волосы). Также афганские мужчины оправдывали убийство тем, что Фархунда поплатилась за то, что молодое поколение афганок не стремится чтить традиции и склоняется к неверию.

### Реакция исламского духовенства и богословов
На следующий день после убийства, ряд афганских имамов и мулл выразили публичное одобрение линчеванию Фархунды во время пятничной молитвы в своих мечетях. Один из них — Маулави Аяз Ниязи из мечети Вазир Акбар Хан публично предупредил, что любая попытка ареста линчевателей, «защищавших Коран» кончится восстанием.
После того, как было доказано, что Фархунда не сжигала Коран, исламские богословы поспешили выразить своё возмущение по поводу произошедшего инцидента. Они называли акт линчевания противоречащим ценностям ислама, а также указывали на недопустимость самосуда. Известный пакистанский имам Абу Аммар Ясир Кадхи заметил, что признак цивилизованности нации определяется тем, насколько уважительно относятся к своим женщинам.